# آزمون (فیلم ۲۰۲۲)
آزمون (اسپانیایی: El test‎؛ ‏انگلیسی: The Te$t) یک فیلم کمدی اسپانیایی به کارگردانی دانی دِ لا اُردِن است که در سال ۲۰۲۲ منتشر شد.

## گزیدهٔ بازیگران
- کارلوس سانتوس[۲] در نقش اِکتور
- میرن ایبارگورن[۲] در نقش پائولا
- آلبرتو سان خوان[۳] در نقش تونی
- بلانکا سوآرس[۴] در نقش برتا
- آنتونیو رسی‌نس[۳]
- لونا فولخنسیو[۳]